# Enzyme tiêu hóa
Enzyme tiêu hóa là một nhóm các enzyme phân hủy các đại phân tử polymer thành các khối xây dựng nhỏ hơn của chúng, để tạo điều kiện cho cơ thể hấp thụ. Enzyme tiêu hóa được tìm thấy trong vùng tiêu hóa của động vật (bao gồm cả con người) và trong bẫy của cây ăn thịt, nơi chúng hỗ trợ tiêu hóa thức ăn, cũng như bên trong tế bào, đặc biệt là trong lysosome của chúng, nơi chúng hoạt động để duy trì sự sống của tế bào. Enzyme tiêu hóa có tính đặc hiệu đa dạng được tìm thấy trong nước bọt do tuyến nước bọt tiết ra, trong dịch tiết của tế bào lót
- Protease và peptidase tách protein thành các peptide và amino acid nhỏ.
- Lipase tách chất béo thành ba axit béo và một phân tử glycerol.
- Amylase tách carbohydrate như tinh bột và đường thành các loại đường đơn giản như glucose.
- Các hạt nhân phân tách axit nucleic thành nucleotide.

Trong hệ thống tiêu hóa của con người, các vị trí tiêu hóa chính là khoang miệng, dạ dày và ruột non. Enzyme tiêu hóa được tiết ra bởi các tuyến ngoại tiết khác nhau bao gồm:
- Tuyến nước bọt
- Các tuyến dạ dày trong dạ dày
- Tế bào tiết (mắt sáng) trong tuyến tụy
- Các tuyến bài tiết trong ruột non

## Miệng
Các chất thực phẩm phức tạp do động vật và con người ăn vào phải được chia thành các chất đơn giản, hòa tan và khuếch tán trước khi chúng có thể được hấp thụ. Trong khoang miệng, các tuyến nước bọt tiết ra một loạt các enzyme và các chất hỗ trợ tiêu hóa và khử trùng. Chúng bao gồm những enzyme sau đây:
- Lipase lưỡi: Quá trình tiêu hóa lipid bắt đầu trong miệng. Lipase lưỡi bắt đầu quá trình tiêu hóa lipid / chất béo.
- Amylase nước bọt: Quá trình tiêu hóa carbohydrate cũng bắt đầu trong miệng. Amylase, được sản xuất bởi các tuyến nước bọt, phá vỡ các carbohydrate phức tạp thành các chuỗi nhỏ hơn hoặc thậm chí là các loại đường đơn giản. Nó đôi khi được gọi là ptyalin.
- Lysozyme: Xét rằng thực phẩm không chỉ chứa các chất dinh dưỡng thiết yếu, ví dụ như vi khuẩn hoặc virus, lysozyme cung cấp một chức năng sát trùng hạn chế và không đặc hiệu, nhưng có lợi trong tiêu hóa.

Đáng chú ý là sự đa dạng của các tuyến nước bọt. Có hai loại tuyến nước bọt:
- Các tuyến huyết thanh: Các tuyến này tạo ra một chất tiết giàu nước, chất điện giải và enzyme. Một ví dụ tuyệt vời của một tuyến miệng serous là tuyến mang tai.
- Các tuyến hỗn hợp: Các tuyến này có cả tế bào huyết thanh và tế bào nhầy, và bao gồm các tuyến dưới lưỡi và dưới màng cứng. Dịch tiết của chúng có chất nhầy và độ nhớt cao.

## Dạ dày
Các enzyme được tiết ra trong dạ dày là các enzyme dạ dày. Dạ dày đóng vai trò chính trong quá trình tiêu hóa, cả về ý nghĩa cơ học bằng cách trộn và nghiền thức ăn, và cả theo nghĩa enzyme, bằng cách tiêu hóa nó. Sau đây là các enzyme được sản xuất bởi dạ dày và chức năng tương ứng của chúng:
Pepsin
Chymostrypsin
Trypsin